# NGC 6221
NGC 6221 est une galaxie spirale barrée située dans la constellation de l'Autel. Sa vitesse par rapport au fond diffus cosmologique est de 1 553 ± 6 km/s, ce qui correspond à une distance de Hubble de 22,9 ± 1,6 Mpc (∼74,7 millions d'al). NGC 6221 a été découverte par l'astronome britannique John Herschel en 1835.

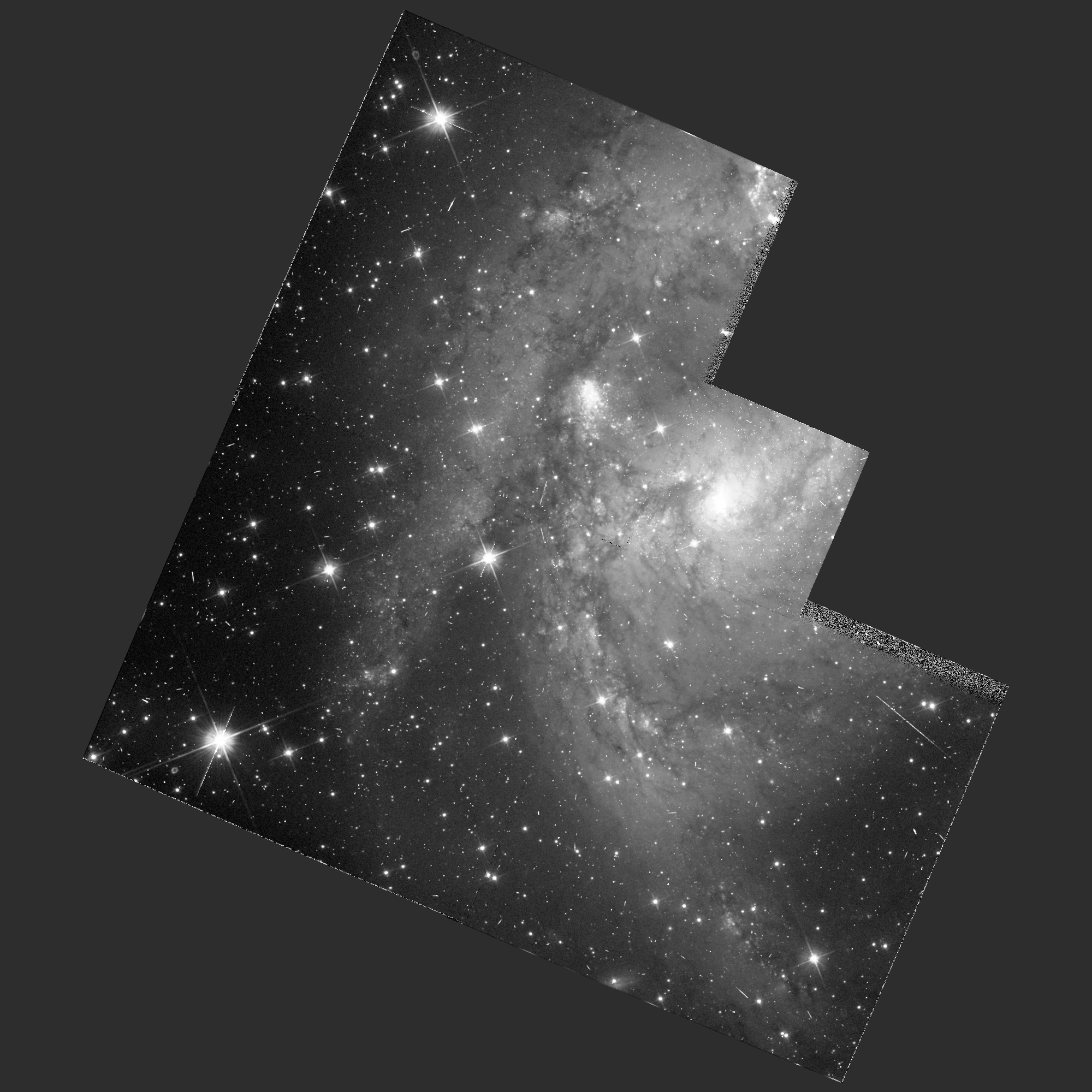
NGC 6221 par le télescope spatial Hubble.

La classe de luminosité de NGC 6221 est III et elle présente une large raie HI. C'est une galaxie active de type Seyfert 1-2 (Sy1Sy2). La luminosité de NGC 6221 dans l'infrarouge lointain (de 40 à 400 µm) est égale à 3,80 × 1010 {\displaystyle L_{\odot }} (1010,58{\displaystyle L_{\odot }}) et sa luminosité totale dans l'infrarouge (de 8 à 1 000 µm) est de 5,37 × 1010 {\displaystyle L_{\odot }} (1010,73{\displaystyle L_{\odot }}).
À ce jour, quinze mesures non basées sur le décalage vers le rouge (redshift) donnent une distance de 11,258 ± 3,135 Mpc (∼36,7 millions d'al), ce qui est nettement est à l'extérieur des valeurs de la distance de Hubble. Notons que c'est avec la valeur moyenne des mesures indépendantes, lorsqu'elles existent, que la base de données NASA/IPAC calcule le diamètre d'une galaxie et qu'en conséquence le diamètre de NGC 6221 pourrait être d'environ 53,8 kpc (∼175 000 al) si on utilisait la distance de Hubble pour le calculer.

## Morphologie
NGC 6221 a été utilisée par Gérard de Vaucouleurs comme une galaxie de type morphologique SB(s)bc pec dans son atlas des galaxies,.
Eskridge, Frogel et Pogge ont publié un article en 2002 décrivant la morphologie de 205 galaxies spirales rapprochées. Les observations ont été réalisées dans la bande H de l'infrarouge et dans la bande B (le bleu). Selon Eskridge et ses collègues, NGC 6221 est une galaxie spirale de type SABcd dans la bande B et de type SBb dans la bande H. Elle possède une source ponctuelle nucléaire intégrée dans une zone légèrement elliptique. Son bulbe est modérément brillant et il est traversé par une barre dans laquelle on observe une bande d'absorption. La barre est alignée avec le petit axe du bulbe. Deux bras très ouverts émergent des extrémités de la  barre. Des segments courts de luminosité de surface élevée sont visibles dans les bras. Ces segments sont étroits et riches en nœuds. Le bras nord possède une longue et lage extension de faible luminosité de surface, alors que le bras sud semble se termnier brusquement. Il pourrait cependant continuer, mais à de très faible luminosité de surface. Le type sensiblement plus précoce dans l'infrarouge proche provient de l'obscurcissement prononcé et irrégulier de la partie centrale de la galaxie par la poussière qui cache une grande partie du bulbe dans la bande B.  

## Supernova
La supernova SN 1990W a été découverte dans NGC 6221 le 16 août 1990 par l'astronome amateur australien Robert Evans. Le type de cette supernova n'a pas été déterminé.

## Trou noir supermassif
Un trou noir supermassif se trouve au centre de NGC 6221. Sa masse est estimée à 106,6 ± 0,3 {\displaystyle M_{\odot }}, soit une masse comprise entre 2,0 et 7,9 millions de masse solaire.
Selon les auteurs d'un article publié en 2012, la connaissance de la masse d'un trou noir central et du taux d'accrétion par celui-ci permet d'estimer le taux de formation d'étoiles dans la région centrale des galaxies de type Seyfert. Ce taux pour NGC 6221 serait à l'intérieur et à l'extérieur d'un rayon de 1 kpc respectivement de 1,7 {\displaystyle M_{\odot }}/an  et de 3,6 {\displaystyle M_{\odot }}/an
.

## Groupe de NGC 6221
NGC 6221 est la galaxie la plus lumineuse d'un groupe qui porte son nom. Le groupe de NGC 6221 comprend au moins cinq galaxies soit NGC 6215, NGC 6221 et trois galaxies naines (WKK 7689, WKK 7710 et une troisième non cataloguée). 
Un pont à double brin d'hydrogène neutre d'au moins 3 × 108 {\displaystyle M_{\odot }} a été détecté entre les galaxies NGC 6215 et NGC 6221 sur une distance d'environ 100 kpc (∼326 000 al). La masse de la galaxie la moins active du groupe, NGC 6221, est de 8 × 1010 {\displaystyle M_{\odot }} et celle de NGC 6215 de 2 × 109 {\displaystyle M_{\odot }}. Les trois galaxies naines dans le voisinage de ce couple ont des masses de 3,3, 0,6 et 0,3 × 108 {\displaystyle M_{\odot }}. La galaxie non cataloguée est située entre NGC 6215 et NGC 6221 et elle pourrait avoir été formée par la matière du pont.